# عقوبة الإعدام في المغرب
لطالما كانت ولا زالت عقوبة الإعدام في المغرب قائمة، فالقانون الجنائي المغربي ينص على تنفيذ عقوبة الإعدام عن طريق إطلاق النار في العديد من الحالات من بينها القتل؛ القتل بعد التعذيب؛ السطو المسلح والحرق الذي يؤدي إلى الوفاة بالإضافة إلى تنفيذ هذه العقوبة في حق الذين يقومون بالهجوم على الملك أو أفراد عائلته (العائلة المالكة).
عقوبة الإعدام في المغرب كانت حاضرة على مر التاريخ ولا زالت تُنفذ حتى الآن؛ إلا أن آخر تنفيذ لهذه العقوبة من قبل السلطات المغربية كان في عام 1993.
صادق المغرب على مجموعة من الاتفاقيات من أبرزها العهد الدولي الخاص بالحقوق المدنية والسياسية، اتفاقية حقوق الطفل واتفاقية مناهضة التعذيب، كما وقع على قوانين المحكمة الجنائية الدولية بخصوص هذه العقوبة. إلا أنه امتنع عن التصويت شهر نوفمبر عام 2016 على مشروع القرار المتعلق بإلغاء عقوبة الإعدام، أمام اللجنة الثالثة للجمعية العامة للأمم المتحدة المتخصصة في قضايا حقوق الإنسان، ويُشار إلى أن وزراة العدل المغربية ضد هذا القرار؛ حيث تؤيد تنفيذه.

## التاريخ
بين عامي 1956 و1993، تم إعدام 198 شخصاً في المغرب بطرق مختلفة من بينها القتل عمدا بسبب الأخطاء الطبية، وفي الفترة ما بين كانون الثاني/يناير 1982 إلى آب/أغسطس 1993 قدرت هيئة الإنصاف والمصالحة أن عدد الذين أُعدموا في إطار السلطة القضائية أو خارج نطاق القضاء بلغ 528 فردا. وقد ازداد عدد المُعدمين في عهد الحسن الثاني، إلا أنه ومنذ عام 1993 لم يتم تنفيذ أي عقوبة إعدام فضلا عن عدد من المدانين الذين تلقوا مثل هذا الحكم خلال هذه الفترة ولا زالوا قابعين في السجون.
أما على الصعيد السياسي، فالوضع متناقض؛ حيث أن الحكومة الحالية مع إلغاء العقوبة، ومع ذلك فإن وزارة العدل قد أعلنت أن الإرهاب يشكل عقبة أمام إلغائها. وتجدر الإشارة إلى أن لجنة العدالة والمصالحة كانت تؤيد قرار إلغاء عقوبة الإعدام في المغرب.
في تشرين الأول/أكتوبر 2006 أُعلن أن المسألة ستعرض على البرلمان المغربي للتصويت في ربيع عام 2007، لكن نشبت - كما كان متوقع - معركة سياسية شرسة بين الإسلاميين المعتدلين من حزب العدالة والتنمية وأنصار تنفيذ عقوبة الإعدام في بعض الحالات وفقا لتفسير الشريعة.

## عقوبة الإعدام اليوم
لم تُنفذ عقوبة الإعدام في المغرب منذ عام 1993، إلا أن هناك أزيد من 124 مسجونا في المغرب، بينهم ثلاث نساء محكوم عليه بالإعدام مع وقف التنفيذ وذلك حسب إحصائيات كشفتها دراسة ميدانية أجرتها المنظمة المغربية لحقوق الإنسان بالتعاون مع الجمعية الفرنسية معا ضد عقوبة الإعدام والائتلاف المغربي من أجل إلغاء عقوبة الإعدام.
ويُشار إلى أنه في يوم 29 نوفمبر 2016، حكمت العدالة المغربية بتنفيذ عقوبة الإعدام ضد قاتل إماما في مسجد بتطوان. ثم في مايو 2017، حكمت محكمة الاستئناف في الدار البيضاء بالإعدام على قاتل اثنين من المغاربة اليهود بتهمة القتل العمد والسرقة والتشويه.

## في القانون الجنائي المغربي
تُعتبر عقوبة الإعدام في القانون الجنائي المغربي لعام 1962 كعقوبة جنائية أصلية، حيث أن المادة 16 تتضمن هذه العقوبة إلى جانب السجن مدى الحياة، والسجن المؤقت والإقامة الجبرية.
تنفيذ عقوبة الإعدام يختلف حسب نوع الجريمة المرتكبة وظروفها ثم منفذها، إلا أن هناك مجموعة من الجرائم التي تم صياغتها في القانون ويتم بموجبها الحكم وهي: الحرق العمد، الخطف، تهديد أمن الدولة، تهديد حياة الملك، الخيانة ثم الجرائم العسكرية.

## أشهر الحالات
معظم الحالات التي تم فيها تنفيذ عقوبة الإعدام كان بسبب الهجوم على شخصية الملك أو محاولة اغتياله كما حدث في انقلاب الصخيرات وأيضا في الفترة التي عُرفت باسم سنوات الرصاص:
اللون الأحمر 🔴 يُشير إلى إعدام متعلق بقضية سياسية بحتة.
| الحالة                                                   | السبب | تاريخ التنفيذ               |
| -------------------------------------------------------- | --- | --------------------------- |
| المقاوم بنحمو الفواخري و3 من رفاقه                       | حيازة السلاح والإخلال بالأمن العام والقتل العمد | 1961                        |
| إعدام 11 شخص                                             | الهجوم على القصر الملكي بالدبابات بهدف إحداث انقلاب عسكري يوم التاسع من يوليو 1971 | 1972                        |
| مجموعة من الضباط العسكريين (11 ضابطا أشهرهم محمد أمقران) | الهجوم جوا على الطائرة الملكية التي كانت تُقل الحسن الثاني | ليلة عيد الأضحى من عام 1972 |
| المقاوم عمر دهكون ومن معه (15 شخص آخر)                   | محاولة اغتيال الملك أو المشاركة في ذلك | 1 نوفمبر 1973               |
| إعدام 7 محكومين                                          | حيازة السلاح والإخلال بالأمن العام | 1974                        |
| إعدام مصطفى متشوق و بوشعيب الزيناني                      | ارتكاب جرائم القتل العمد في حق أبرياء وقاصرين، تكوين عصابة مجرمين، القيام باختطافات مع نيل فديات مالية، وقتل القاصرين المختطفين، ومحاولة قتل شرطي ورجل تابع للقوات المساعدة، والسرقة الموصوفة، واستعمال السلاح، والمس بعرض قاصرين بالعنف، وإخفاء الجثث. | 1982                        |
| إعدام عميد شرطة                                          | هتك عرض مجموعة نساء مع استعمال العنف والوحشية | 1993                        |

## الملاحظات
1. ↑  لم يتم تنفيذ الحكم بعد
2. ↑  كان الفواخري ورفقائه الثلاث من أشد المعارضين للنظام المغربي
3. ↑  كان من بين المعدومين 4 جنرالات، 4 كولونيلات وكومندار